# Degenfeld-Schonburg-kastély (Ács)
A Degenfeld-Schonburg-kastély Komárom-Esztergom vármegyében, az Ács városhoz tartozó Concóhát településrészen található, a településközponttól délkeletre. Az egykor virágzó concóháti gazdaság szervező és irányítóközpontja bár műemléki védettséget élvez, napjainkban romos állapotban van és a teljes pusztulás fenyegeti. A kastély az Ács-Nagyigmánd országútról kelet felé leágazó, szelídgesztenye-sorral kísért mellékúton közelíthető meg. A kastély mellett található az egykori díszpark maradványa.

## Története
A Concóháti gazdaság, mely nevét a Concó-patakról nyerte, eredetileg Forster Géza földbirtokos tulajdona volt. A kastélyt valószínűleg a Forster-család építette 1863-ban, historizáló (eklektikus) stílusban, melyben főleg a neoreneszánsz elemek voltak meghatározóak.  Tőle vette meg 1900-ban, más forrás szerint 1906-ban hocheneybachi, dürnaui és neuhausi gróf Degenfeld-Schonburg Ottó. Concóháti birtokán nyugalomba vonulása után vette át a gazdaság irányítását, földjeinek területe 428 katasztrális holdat tett ki. Degenfeld Ottó – valószínűleg a birtok megvásárlása után – kibővíttette a kastélyt, melyhez kétoldalt lapostetős, földszintes mellékszárnyakat csatolt. A hátsó homlokzat tetőteraszát is ekkor alakították ki minden bizonnyal.
Ottó gróf 1937-ben bekövetkezett halála után özvegye, jeszeniczei Jankovich Marianne és három gyermeke (Nándor, Mária Klára és Ottó) lett a kastély tulajdonosa. Az 1941. évi földbirtok-összeírás
szerint gróf Degenfeld Ottó örököseinek 428 katasztrális holdas földbirtoka volt Concóháton.
A gazdaság a Dégenfeld-család birtokában maradt annak 1947-es államosításáig; kezdetben az ácsi cukorgyár, majd az Újpusztai Állami Gazdaság tulajdonába került. Más források szerint  a Concóháti Állami Gazdaság kapta meg az épületet, később a Komáromi Mezőgazdasági Kombinát tulajdonába került, melyek átalakításokat végeztek a kastélyon. (Az özvegy grófné 1953-ban Ácson hunyt el.)
A régi gazdasági épületeket elbontották, a kastélyból pedig lakásokat alakítottak ki. Az épületen végrehajtott bővítések és a hozzáépített lapostetős épületrész (ahol szükséglakásokat alakítottak ki) a kastély egységes stílusát tönkretette. 1980-ban a Komáromi Mezőgazdasági Kombinát tulajdonába került. 1990-ben a tervezett budapesti világkiállítás keretében tervjavaslat készült a kastély szállodává alakításáról, ez azonban nem valósult meg. Ugyanebben az évben került a kastély magántulajdonba, az azóta eltelt időben a kastély állapota folyamatosan romlott.

## Leírása
A kastély klasszicista stílusban épült. Az eredeti épület egyemeletes, részben alápincézett (dongaboltozatos pince), a felső szintek fagerendás födémek. Belső terei hosszirányúak, főhomlokzata
2+3+2 tengellyel, nyitott előcsarnokkal, koronázó- és övpárkánnyal, valamint enyhén kiugró középrizalittal rendelkezik. A középütt nyitott előcsarnok felett terasz található. A kastély kontyolt nyeregtetővel rendelkezik, ablakai keretes, háromszögű oromzattal és könyöklőpárkánnyal. 
A lapostetős melléképület, mely a főépülethez kétoldalt csatlakozik, valószínűleg 1906 után épült a főépülettel azonos stílusban. Az épületegyüttes igazodott a gazdaság felépítéséhez. A kastélyépület a gazdaságot irányító tulajdonosnak és az őket kiszolgáló személyzetnek épült a kor stílusának megfelelően.
Az üresen álló épületegyüttes állapota pusztuló, az egykori magtár már csak romként áll. A kastély emeleti födéme nagy területen leszakadt, az emelet és egyes földszinti terek megközelíthetetlenek. Az épületen a szándékos rongálás nyomai is láthatóak: a lépcsőkorlátot kivágták, ajtókat, ablakokat tokostul kiszedtek, az épület déli sarokrészének egyik helyisége kiégett, de néhol egész falszakaszok is hiányoznak. Az ólak egyike leégett, mindegyik üresen áll, állapotuk pusztuló.

## A kastélypark
A kastély egykori kiterjedt parkjának egy része ma is látható, meglehetősen rossz állapotban. Ma is
látható benne néhány nyárfa, feketefenyő, hegyi juhar, kocsányos tölgy, és a kastélyhoz vezető szelídgesztenyesor egy része. (A helyi hagyomány szerint a parkot Mária Terézia királynő utasításai
szerint alakították ki, és a park Herkályi erdők megnevezéssel vonult be a köztudatba.)

## Képtár

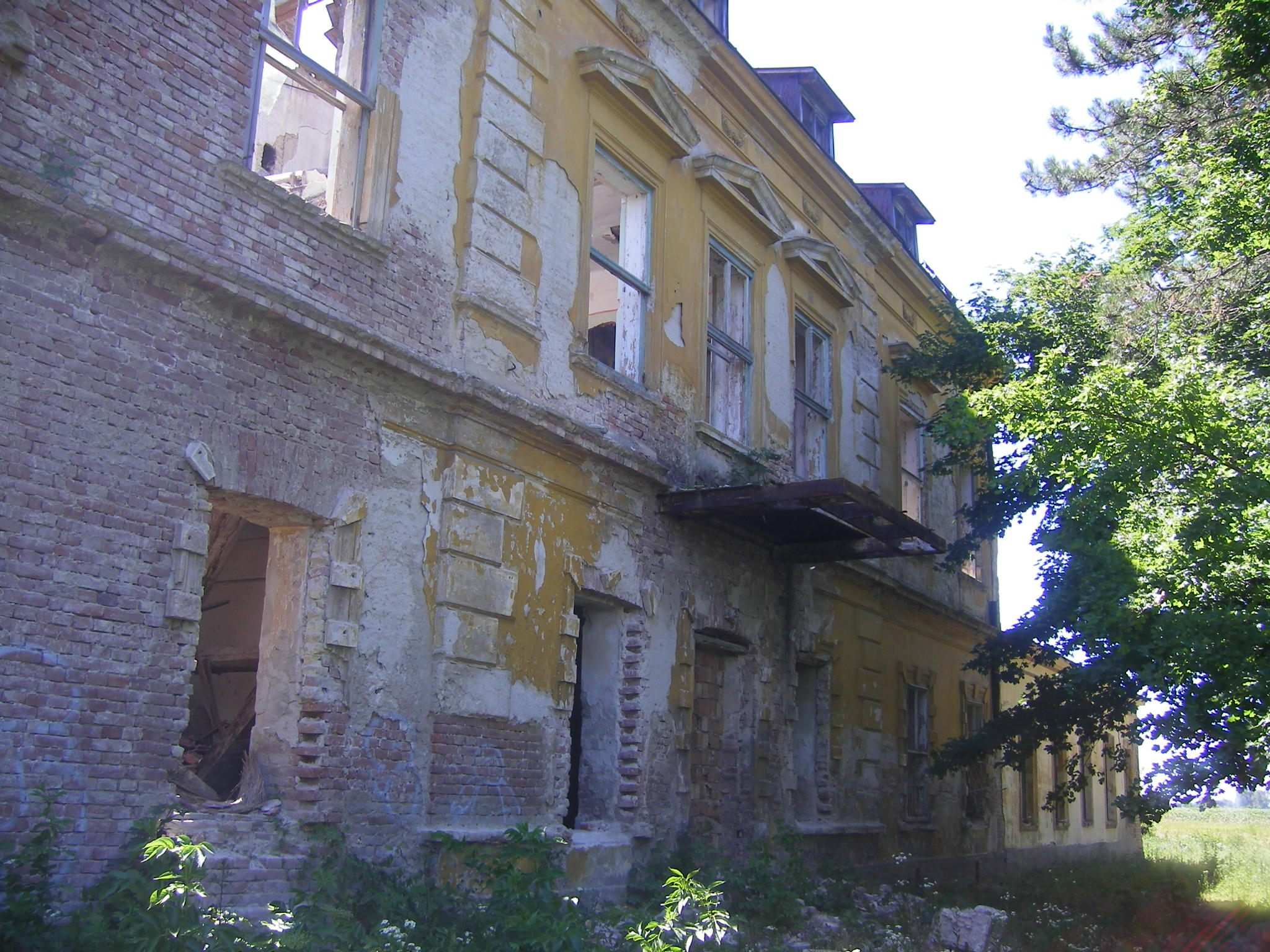
A kastély főhomlokzata
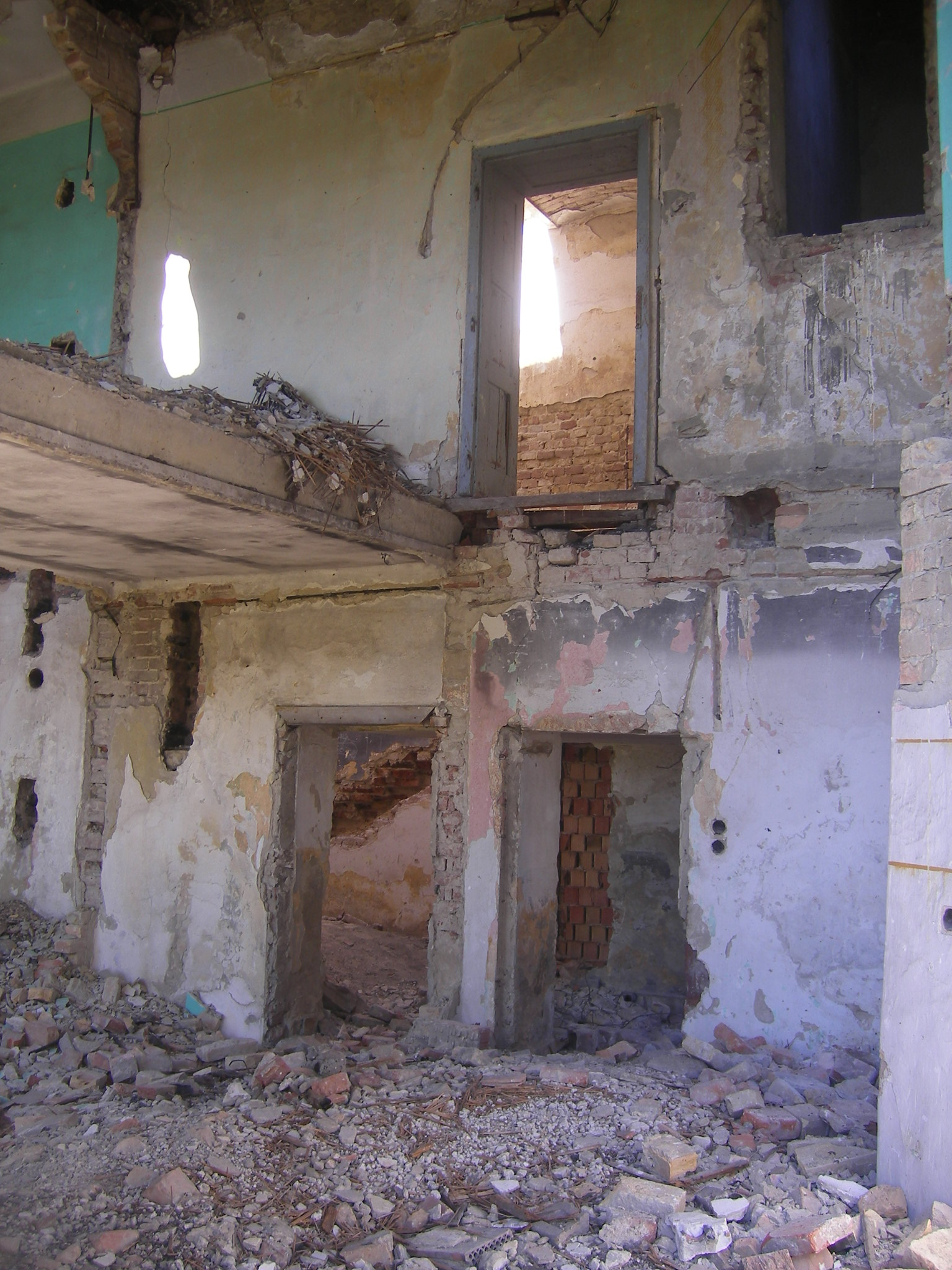
A kastély romos belső tere
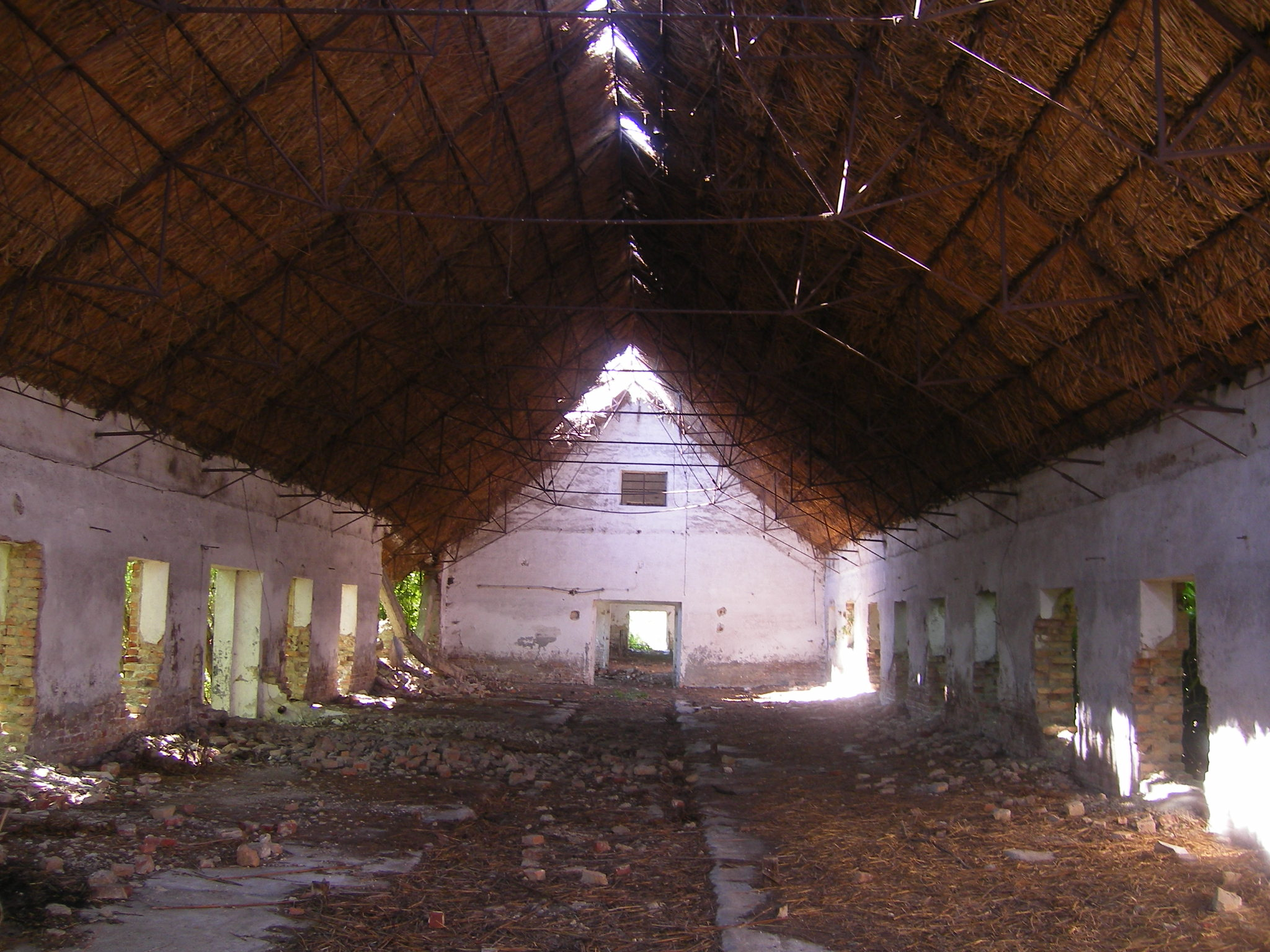
A még álló istálló belső tere
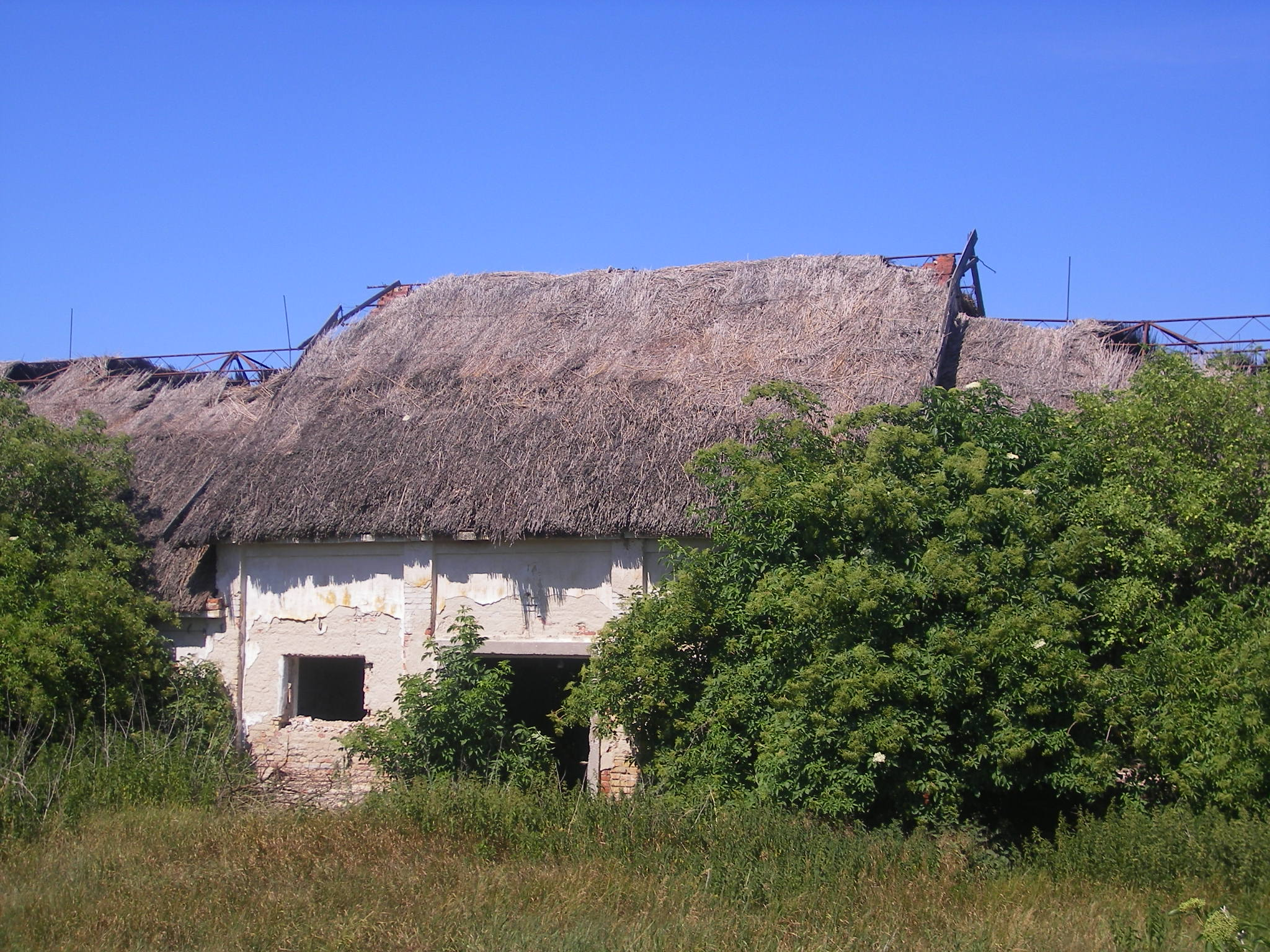
Az egykori istálló romjai
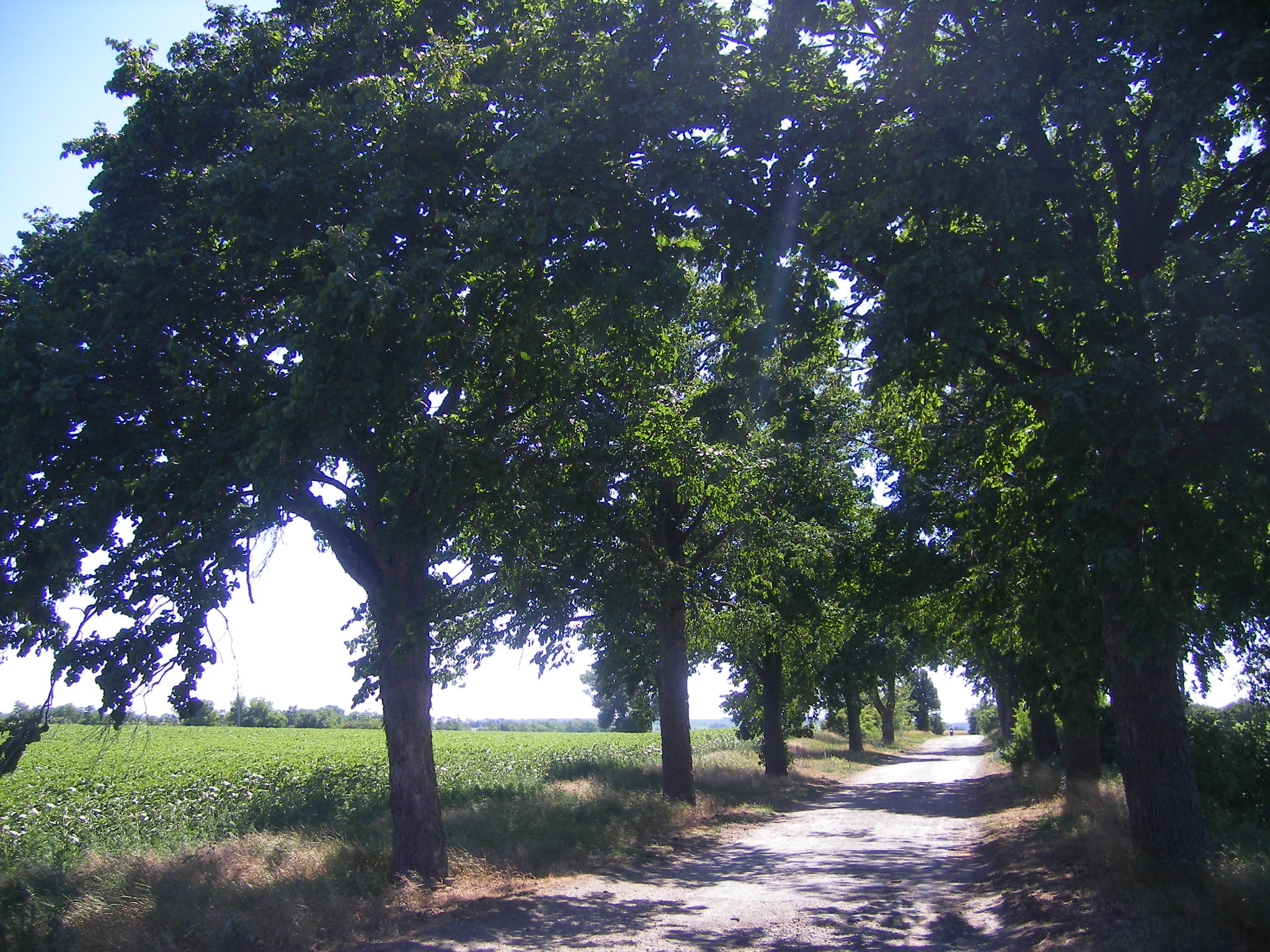
A kastélyhoz vezető utat szegélyező törökmogyorósor